# Wilbur und Charlotte
Wilbur und Charlotte (Originaltitel: Charlotte’s Web) ist ein Kinderbuch des US-amerikanischen Autors Elwyn Brooks White, das 1952 erstmals im Verlag HarperCollins erschien. Das Buch erzählt die Geschichte der Freundschaft zwischen einem Schwein namens Wilbur und einer Spinne namens Charlotte. Die Illustrationen schuf Garth Williams. Charlotte’s Web war E.B. Whites zweiter Roman, nach Stuart Little (1945).
Die erste deutschsprachige Übersetzung von Grete Rambach kam 1953 unter dem Titel Schweinchen Wilbur und seine Freunde im Blanvalet Verlag, Berlin, heraus. Erst 1976 brachte der Diogenes Verlag, Zürich, eine weitere, von Anna von Cramer-Klett vorgenommene Übersetzung heraus, die seither verwendet wird. Charlotte’s Web gehört mit über 45 Millionen Kopien zu den bestverkauften Kinderbüchern aller Zeiten und gilt als ein Klassiker. Es erhielt mehrere Auszeichnungen und wurde 1973 unter dem Titel Zuckermanns Farm – Wilbur im Glück, 2003 als Schweinchen Wilburs großes Abenteuer, und 2006 unter dem Namen Schweinchen Wilbur und seine Freunde verfilmt.

## Handlung
Das Buch beginnt, als John Arables Sau einen Wurf Ferkel zur Welt bringt. Eines der Ferkel ist kümmerlich und kleiner als die anderen, und Arable beschließt, es zu töten. Doch seine achtjährige Tochter Fern bittet ihn, das Tier leben zu lassen. Der Vater erlaubt Fern, das Ferkel als Haustier zu behalten. Sie gibt dem aktiven und abenteuerlustigen Schwein den Namen „Wilbur“. Nach einigen Wochen wird Wilbur an Ferns Onkel Homer Zuckerman verkauft. Obwohl Fern ihn auf dem Hof ihres Onkels besucht so oft sie kann, fühlt sich Wilbur von Tag zu Tag einsamer. Schließlich hört und sieht er die graue Spinne Charlotte, die ihm ihre Freundschaft anbietet.
Wilbur wird bald ein Mitglied der Tiergemeinschaft, die den Keller von Zuckermans Scheune bewohnt. Als Wilbur herausfindet, dass er zu Weihnachten getötet und gegessen werden soll, bittet er Charlotte um Hilfe. Charlotte kommt auf die Idee, Worte in ihr Netz zu weben, und so Wilbur als ein außergewöhnliches Schwein, grandios und strahlend, zu loben, in der Hoffnung, die Schlachtung zu verhindern. Der Plan gelingt mit Hilfe der gefräßigen Ratte Templeton, und so bleibt Wilbur nicht nur am Leben, sondern gelangt in Begleitung von Charlotte auf den Jahrmarkt, wo er einen Preis gewinnt. Doch Charlotte, die am Ende ihrer natürlichen Lebensspanne angelangt ist, stirbt während des Jahrmarkts, nachdem sie noch einige Eier gelegt hat. Um Charlotte für alles zu danken, bringt Wilbur den Sack mit Eiern zurück zur Farm. Nach dem Schlüpfen ziehen die meisten Kinder Charlottes aus, um ihr Leben zu leben, nur drei bleiben bei Wilbur zurück: Joy, Aranea und Nellie.

## Adaptionen
- Die Vorlage von Elwyn Brooks White wurde 1973 als Zeichentrickfilm (deutscher Titel: Zuckermanns Farm – Wilbur im Glück) von Hanna-Barbera zum ersten Mal verfilmt. Charlotte und Wilbur wurden in dieser Fassung von Debbie Reynolds und Henry Gibson gesprochen.
- 2003 erschien die Fortsetzung Schweinchen Wilburs großes Abenteuer, die direkt für den Video- bzw. DVD-Markt produziert wurde.
- 2006 produzierte Paramount eine Live-Action-Computeranimation. Sie wurde im Mai 2006 zu Ende gedreht und ging danach in die Postproduktion. Hauptdrehort war Victoria in Australien. Die neue Version der Geschichte, unter dem Namen Schweinchen Wilbur und seine Freunde, startete am 15. Dezember 2006 in den USA; der Deutschlandstart war am 4. Januar 2007. Sowohl in den USA als auch in Deutschland wurde der Film ohne Altersbeschränkung freigegeben.